# Gráfica Santa Helena
Gráfica Santa Helena foi uma empresa gráfica brasileira sediada em Salvador, capital do estado da Bahia. Pertencia ao conglomerado de mídia Rede Bahia, e chegou a atender mais de 400 clientes.

## História
A empresa foi fundada em 15 de abril de 1977 pelo político Antônio Carlos Magalhães e suas esposa Arlette Magalhães, com o objetivo de dedicar-se a impressão do futuro Correio da Bahia, iniciando suas operações no mesmo ano da fundação do jornal, em 1978.
Em 1992, a empresa passou a realizar serviços para outras empresas, instalando a primeira máquina impressora monocolor, e em 1994, foi construido um parque gráfico com 2 impressoras, uma guilhotina, uma grampeadeira e uma picotadeira. Em 2001, ocorreu a última grande ampliação do parque gráfico.
Em 14 de junho de 2007, foram demitidos todos os cerca de 130 funcionários da empresa. O então presidente do grupo, ACM Júnior, anunciou que a empresa seria fechada em um comunicado publicado no website da empresa.